# Кольчугинский Мельхиор
Кольчугинский Мельхиор (ранее Кольчуг-Мицар или Кольчугинский посудный завод) — бренд товаров народного потребления производимых в цехе российского завода ЗАО "Кольчугцветмет"  расположенного в г. Кольчугино. С 2007 г. завод находится под управленцем ООО "УГМК-ОЦМ" в г. Верхняя Пышма, Свердловская область.
До 1997 года ЗАО ТД Кольчуг-Мицар (мицар с ивр. מיצור — производство) входило в состав Кольчугинского завода по обработке цветных металлов имени Серго Орджоникидзе как цех по производству приборов и посуды с декоративным покрытием из драгоценных металлов.
В 2008 г. посудное производство вновь включено в состав Завода имени Серго Орджоникиздзе (ЗАО «Кольчугцветмет») в качестве цеха товаров народного потребления, тем самым вернувшись к состоянию на 1997 г.
В 2017 г. ЗАО «Кольчугцветмет» вошло в состав АО «Электрокабель кольчугинский завод».

## Деятельность
Посудное производство широко известно со второй половины XIX века как изготовитель посуды и столовых приборов из цветных металлов (латуни, мельхиора). Из продукции кольчугинского завода наиболее известны чайные и столовые наборы, ресторанные наборы и инвентарь для железнодорожного транспорта. В XX веке предприятием освоено покрытие из драгоценных металлов (золото, серебро). В 2003 г. успешно внедрена технология производства металлоизделий из серебра 925 пробы. Завод применяет собственные технологические ноу-хау, имеет собственную лабораторию по разработке и совершенствованию технологических процессов. На данный момент в ассортименте предприятия свыше 250 видов продукции, среди основных направлений важное место занимает производство нестандартных и индивидуальных изделий. Основной объём продукции ЗАО ТД Кольчуг-Мицар отгружается в различные регионы Российской Федерации. В страны СНГ (Молдавия), ближнего и дальнего зарубежья (Литва, Латвия, Германия, США) отгружается ежегодно до 30 % произведенной продукции. В Афганистане популярны и продаются кольчугинские чайники ещё советского периода.

## История
На полученный от торгового дома «Вогау и К°» кредит Александр Кольчугин развернул близ с. Васильевское строительство заводов с паровыми машинами и современным оборудованием. Производство металлопроката было основано в 1871 году. В 1876 году заводы перешли в собственность «Товарищества латунного и меднопрокатного заводов Кольчугина», в котором основной капитал принадлежал торговому дому «Вогау и К°»; Кольчугин вошёл в правление, но в 1887 году прекратил дела с «Товариществом», продав ему свой пай.
В конце XIX века на базе медеплавильного завода купца Кольчугина было организовано производство посуды. В 1918 году завод был национализирован и стал называться Первым государственным меднообрабатывающим заводом.
С 1922 года на заводе начался выпуск самоваров, примусов. С 1948 г. началось строительство и поэтапный ввод в эксплуатацию отдельных технологических линий и участков:
- чайников никелированных,
- серебрение столовых приборов и посуды из нейзильбера.

В 60-е годы были закончены работы по строительству и монтажу отдела хромирования изделий народного потребления. В 1978 году с целью ускорения роста выпуска товаров народного потребления и удовлетворения покупательной способности введён в эксплуатацию новый корпус посудного цеха. Проектная мощность его составляет более 2 тыс. тонн посуды и столовых приборов. В 1997 году цех по производству товаров народного потребления выделен в самостоятельное подразделение, завод элитных столовых приборов и посуды ЗАО ТД «Кольчуг-Мицар». В настоящий момент оно изготовляет посуду и столовые приборы из мельхиора (нейзильбера), нержавеющей стали, в качестве покрытия которых используется никель, хром, серебро, золото. Также освоено производство столовых приборов и посуды из серебра 925 пробы. В настоящее время большая часть серийной (включая классические кольчугинские подстаканники) и штучной продукции доступна и в варианте из чистого серебра, в том числе с золотым покрытием.